# Subsidenz (Geologie)

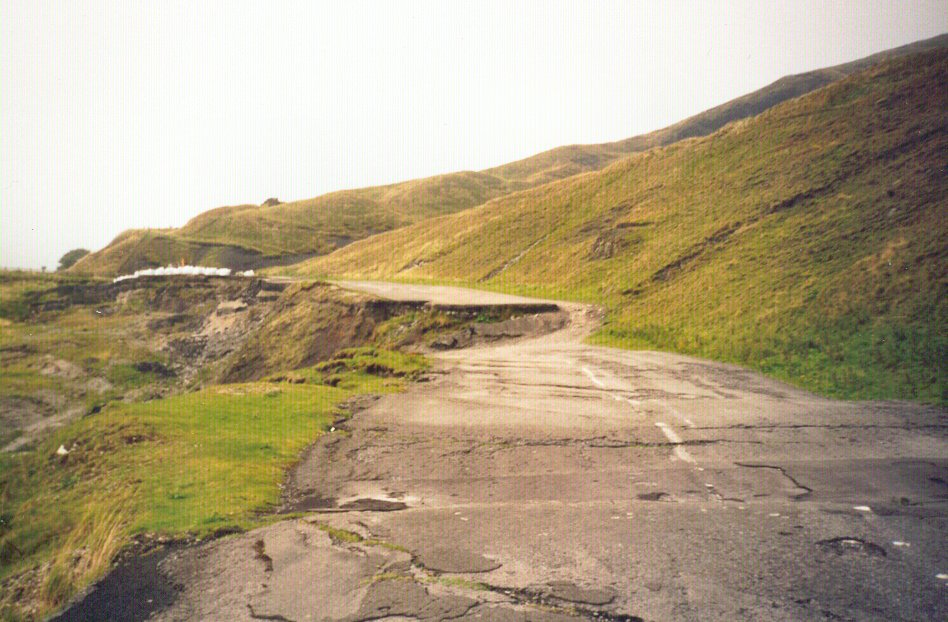
Durch kleinräumige Subsidenz (Vordergrund) und größere Erdrutsche zerstörte Straße am Mam Tor, Derbyshire

Subsidenz (deutsch Senkung) bezeichnet in der Geologie den Vorgang einer Absenkung. Diese kann lokal begrenzt sein, wie etwa Bergsenkungen, oder auch großräumig, über Zehntausende bis mehrere Millionen Quadratkilometer, und über Zeitspannen von vielen Millionen Jahren hinweg auftreten. Von Subsidenz betroffene Bereiche der Erdoberfläche bzw. der oberen Erdkruste werden allgemein als Senkungszonen bezeichnet.
Großräumige Subsidenz führt in der Regel zur Ausbildung eines Sedimentbeckens, in dem sich über geologische Zeiträume Sedimente mit einer Mächtigkeit von vielen hundert bis mehreren tausend Metern ansammeln. So ist im Norddeutschen Becken die Sedimentdecke stellenweise bis zu 10 km mächtig.

## Ursachen

### Tektonische Subsidenz
Innerhalb der kontinentalen Kruste beginnt die Subsidenz eines Krustenbereichs mit einer tektonischen Dehnung der Kruste. Die Dehnung der Kruste kann symmetrisch oder asymmetrisch erfolgen und nur die kontinentale Oberkruste oder auch die gesamte Lithosphäre umfassen, wie im Falle der Riftbildung. Die tektonische Dehnung der Kruste ist ein relativ schneller Vorgang, der wenige Millionen Jahre umfasst.

### Subsidenz durch Auflast
Auch durch Auflast kann ein Bereich der Erdkruste abgesenkt werden. Eines der bekanntesten Beispiele ist der Skandinavische Schild, der durch das Inlandeis der letzten Kaltzeit im Zentrum um mehrere hundert Meter eingedrückt wurde. Seitdem (ca. die letzten 10.000 Jahre) hebt sich die Erdkruste nach der Entlastung wieder. Im Gegenzug senken sich umliegende Bereiche (insbesondere die deutsche Nord- und Ostseeküste) ab.
Ein anderer Fall von Auflast-Subsidenz tritt im Zusammenhang mit Hotspot-Vulkanismus in ozeanischen Regionen auf: Die durch den Vulkanismus geformten Basaltinseln lasten mit ihrer Masse der relativ dünnen ozeanischen Lithosphäre auf. Diese gibt unter dem Gewicht nach und sinkt tiefer in die Asthenosphäre ein. Eine weitere Absenkung der Inseln erfolgt dann über die allmähliche Abkühlung und Dichtezunahme der Gesteine, so dass die Vulkanketten mit zunehmendem Abstand vom Hotspot unter die Meeresoberfläche geraten, wo sie, verstärkt durch Erosion, zu Guyots geformt werden.
In Sedimentbecken kann die Auflast der angesammelten Sedimente die durch andere Faktoren ausgelöste primäre Beckensubsidenz verstärken.
In Städten tragen auch Gebäude als Auflast zur Subsidenz bei, was sich insbesondere in Großstädten in Küstenregionen bemerkbar machen kann.

### Subsidenz durch Entnahme und Abbau natürlicher Ressourcen
Grundwassentnahme ist die quantitativ wichtigste Ursache für anthropogene Subsidenz. Durch sie verursachte Senkung kann mehrere Dezimeter pro Jahr betragen. Subsidenz durch Grundwassentnahme betrifft vor allem einige landwirtschaftlich geprägte Regionen und Mega-Städte. In der Nähe von Rafsandschan, einem Zentrum des Pistazienanbaus im Iran, wurden Subsidenzraten von bis zu 30 cm pro Jahr beobachtet. In Tokyo wurde Anfang der 1960er die Grundwasserentnahme unterbunden; zehn Jahre später war die Subsidenz zum Stehen gekommen.
In manchen Regionen verursacht auch die Förderung von Öl und Gas oder Bergbau Subsidenz.

### Thermische Subsidenz
Die Folge einer tektonischen Dehnung der Erdkruste ist stets ein Ungleichgewicht der Temperatur, das durch heißes Gestein in relativ geringer Tiefe entsteht. Es muss deswegen eine weitere Subsidenz durch Abkühlung erfolgen. Die Abkühlung ist ein langsamer Vorgang, der einige hundert Millionen Jahre anhält und auch bei ozeanischer Kruste wirksam ist. Diese entsteht an den Mittelozeanischen Rücken aus aufsteigendem Magma und bewegt sich mit der Drift der tektonischen Platte vom Rücken weg. Durch die Abkühlung und das damit verbundene Schrumpfen des Gesteins wird das Material verdichtet und sinkt dadurch tiefer in die Asthenosphäre ein. Die Subsidenz erfolgt proportional zur Quadratwurzel der verstrichenen Zeit bzw. des Alters des Gesteins.

### Subsidenz durch Halokinese
Halokinese ist die Wanderung von Steinsalz im tieferen Untergrund infolge sedimentärer Auflast und von Inhomogenitäten („Paläorelief“) im unterhalb der Salzlager befindlichen Grundgebirge. Das Salz, das sich unter hohem Druck in geologischen Zeiträumen plastisch verhält, „fließt“ zu einem Bereich geringsten Druckes, steigt von dort in sogenannten Diapiren in Richtung der Erdoberfläche auf und bildet Salzstöcke. In den Bereichen, aus denen das Salz abwandert, senkt sich aufgrund des Volumenschwundes im Untergrund das darüberliegende Gebirge ab, was sich bis an die Erdoberfläche durchpaust. Das Ergebnis ist eine sogenannte periphere Randsenke. Der Name bezieht sich darauf, dass sich diese Senkungszonen in der Umgebung („an der Peripherie“) von Salzstöcken befinden.

## Messung der Subsidenz
Ziel der Messung der Subsidenz ist die Bestimmung der Absenkung eines Abschnitts der Erdkruste in Abhängigkeit von der Zeit, um so eine Absenkungskurve dieses Abschnitts festlegen zu können. Die ermittelte Absenkungskurve kann Hinweise auf die Entwicklungsgeschichte des untersuchten Erdkrustenabschnittes geben, unter anderem auch zur Möglichkeit der Entstehung von Bodenschätzen wie Erdöl oder Erdgas.
Idealerweise kann man eine Bohrung mit zahlreichen, chronostratigraphisch gut belegten Abschnitten nutzen, um eine Absenkungskurve zu erhalten. Neben den Sedimentmächtigkeiten, die in den betrachteten Zeitabschnitten abgelagert wurden, werden Angaben über die Entwicklung der Porosität der Gesteine und über die eustatischen Meeresspiegelschwankungen benötigt. Diese Angaben ergeben eine Korrektur der Absenkung, denn die Auflast der Sedimente und des Meerwassers verursacht einen Teilbetrag der Subsidenz.
Zur Bestimmung der Temperaturgeschichte und der Inkohlung der unterschiedlichen Bereiche eines Sedimentbeckens werden Subsidenzanalysen, z. B. aus seismischen Daten, durchgeführt. Damit soll über die ehemaligen Temperaturbedingungen die Eignung eines potentiellen Erdölmuttergesteins hinsichtlich der Möglichkeit der Erdölentstehung und des voraussichtlichen Reifegrades des Erdöls festgestellt werden.
Die aktuelle Subsidenz kann durch optische Methoden, durch GPS und durch Methoden der Fernerkundung (Lidar and InSAR) beobachtet werden.
In mehreren asiatischen Küstenstädten und Küstengebieten Nordamerikas überlagert sich eine Subsidenz des Festlandes mit einem Anstieg des (globalen) Meeresspiegels, mit dem Ergebnis, dass der relative Meeresspiegel dort noch wesentlich stärker steigt, als es allein aufgrund der globalen Erwärmung zu erwarten wäre.